# Renato Santos
Renato João Saleiro Santos (Estarreja, 5 ottobre 1991) è un calciatore portoghese, attaccante dello Xerez Deportivo.

## Caratteristiche tecniche
Gioca come ala su entrambe le fasce.

## Carriera
Ha giocato nella prima divisione portoghese, in quella greca ed in quella sudcoreana, oltre che nella seconda divisione spagnola.